# Anthony Davis (kosárlabdázó)
Anthony Marshon Davis Jr. (Chicago, 1993. március 11. –) amerikai olimpiai bajnok kosárlabdázó, a Dallas Mavericks játékosa a National Basketball Associationben (NBA). Erőcsatár vagy center posztokon játszik.
Korábban játszott a New Orleans Pelicans csapatában is. Davis kilencszeres NBA All Star és négyszer is beválasztották az első All-NBA csapatba. Első szezonjában a Los Angeles Lakers színeiben bajnok lett, legyőzve a Miami Heatet a 2020-as NBA-döntőben. Az első játékos a sport történetében, aki NCAA-, NBA-, világ-, és olimpiai bajnok lett. 2021-ben helyet kapott az NBA 75. évfordulós csapatában. Minden idők egyik legjobb erőcsatárának tekintik. 2025-ben a Lakers a Mavericks csapatába küldte Luka Dončićért cserébe.
Davis egy szezont játszott egyetemen, a Kentucky Wildcats színeiben, ahol All-American elismerést kapott és megválasztották az év játékosának is. Ezek mellett a USBWA az év elsőévesének és az NABC az év védekező játékosának nevezte, míg a Pete Newell Big Man-díjat is megnyerte. Az egész NCAA-ben neki volt a legtöbb blokkja és megdöntötte a rekordokat a délkeleti főcsoportban és az NCAA első osztályában a legtöbb blokkért elsőévesek között. Kiemelkedő játékának köszönhetően bajnok lett a Kentucky, Davist megválasztották a 2012-es torna legkiemelkedőbb játékosának.
Davis részt vett a 2012-es NBA-drafton, ahol az első helyen választotta ki a New Orleans Hornets és már azon a nyáron beválasztották az olimpiára utazó amerikai válogatottba. Újonc szezonját követően beválasztották az első újonc csapatba. Következő évében már All Star lett és neki volt a legtöbb blokkja a szezonban. Ezek mellett a legfiatalabb játékos lett, aki legalább 59 pontot tudott szerezni egy mérkőzésen és 2017-ben az All Star-gála legértékesebb játékosának választották, miután megdöntött a rekordot a legtöbb szerzett pontért a gálán, 52-vel. Olimpiai és világbajnok lett az Egyesült Államok válogatottjával, a 2012-es olimpiai játékokon és a 2014-es világbajnokságon.

## Statisztika

### Egyetem
| Év        | Csapat            | JM | KM | JP/M | MG%  | 3P%  | BD%  | LP/M | GP/M | L/M | B/M | P/M  |
| --------- | ----------------- | -- | -- | ---- | ---- | ---- | ---- | ---- | ---- | --- | --- | ---- |
| 2011–2012 | Kentucky Wildcats | 40 | 40 | 32,0 | .623 | .150 | .709 | 10,4 | 1,3  | 1,3 | 4,7 | 14,2 |

### NBA

#### Alapszakasz
| Év         | Csapat               | JM  | KM  | JP/M | MG%  | 3P%  | BD%  | LP/M | GP/M | L/M | B/M  | P/M  |
| ---------- | -------------------- | --- | --- | ---- | ---- | ---- | ---- | ---- | ---- | --- | ---- | ---- |
| 2012–2013  | New Orleans Hornets  | 64  | 60  | 28,8 | .516 | .000 | .751 | 8,2  | 1,0  | 1,2 | 1,8  | 13,5 |
| 2013–2014  | New Orleans Pelicans | 67  | 66  | 35,2 | .519 | .222 | .791 | 10,0 | 1,6  | 1,3 | 2,8* | 20,8 |
| 2014–2015  | New Orleans Pelicans | 68  | 68  | 36,1 | .535 | .083 | .805 | 10,2 | 2,2  | 1,5 | 2,9* | 24,4 |
| 2015–2016  | New Orleans Pelicans | 61  | 61  | 35,5 | .493 | .324 | .758 | 10,3 | 1,9  | 1,3 | 2,0  | 24,3 |
| 2016–2017  | New Orleans Pelicans | 75  | 75  | 36,1 | .505 | .299 | .802 | 11,8 | 2,1  | 1,3 | 2,2  | 28,0 |
| 2017–2018  | New Orleans Pelicans | 75  | 75  | 36,4 | .534 | .340 | .828 | 11,1 | 2,3  | 1,5 | 2,6* | 28,1 |
| 2018–2019  | New Orleans Pelicans | 56  | 56  | 33,0 | .517 | .331 | .794 | 12,0 | 3,9  | 1,6 | 2,4  | 25,9 |
| 2019–2020† | Los Angeles Lakers   | 62  | 62  | 34,4 | .503 | .330 | .846 | 9,3  | 3,2  | 1,5 | 2,3  | 26,1 |
| 2020–2021  | Los Angeles Lakers   | 36  | 36  | 32,3 | .491 | .260 | .738 | 7,9  | 3,1  | 1,3 | 1,6  | 21,8 |
| 2021–2022  | Los Angeles Lakers   | 40  | 40  | 35,1 | .532 | .186 | .713 | 9,9  | 3,1  | 1,2 | 2,3  | 23,2 |
| 2022–2023  | Los Angeles Lakers   | 56  | 54  | 34,0 | .563 | .257 | .784 | 12,5 | 2,6  | 1,1 | 2,0  | 25,9 |
| 2023–2024  | Los Angeles Lakers   | 76  | 76  | 35,5 | .556 | .271 | .816 | 12,6 | 3,5  | 1,2 | 2,3  | 24,7 |
| 2024–2025  | Los Angeles Lakers   | 42  | 42  | 34,3 | .528 | .298 | .788 | 11,9 | 3,4  | 1,3 | 2,1  | 25,7 |
| 2024–2025  | Dallas Mavericks     | 9   | 9   | 29,6 | .461 | .233 | .688 | 10,1 | 4,4  | 0,6 | 2,2  | 20,0 |
| Karrier    | Karrier              | 787 | 780 | 34,5 | .522 | .296 | .794 | 10,7 | 2,6  | 1,3 | 2,3  | 24,1 |
| All Star   | All Star             | 7   | 3   | 17,3 | .700 | .143 | .500 | 4,3  | 1,4  | 1,1 | 0,6  | 18,4 |

#### Play-in
| Év      | Csapat             | JM | KM | JP/M | MG%  | 3P%  | BD%   | LP/M | GP/M | L/M | B/M | P/M  |
| ------- | ------------------ | -- | -- | ---- | ---- | ---- | ----- | ---- | ---- | --- | --- | ---- |
| 2021    | Los Angeles Lakers | 1  | 1  | 42,2 | .417 | .167 | 1.000 | 12,0 | 2,0  | 2,0 | 1,0 | 25,0 |
| 2023    | Los Angeles Lakers | 1  | 1  | 42,7 | .526 | .000 | .667  | 15,0 | 4,0  | 2,0 | 3,0 | 24,1 |
| 2024    | Los Angeles Lakers | 1  | 1  | 40,2 | .375 | -    | .800  | 15,0 | 0,0  | 1,0 | 3,0 | 20,0 |
| 2025    | Dallas Mavericks   | 2  | 2  | 35,9 | .481 | .385 | .857  | 9,0  | 1,5  | 1,0 | 2,0 | 33,5 |
| Karrier | Karrier            | 5  | 5  | 39,4 | .459 | .300 | .824  | 12,0 | 1,8  | 1,4 | 2,2 | 27,2 |

#### Rájátszás
| Év      | Csapat               | JM | KM | JP/M | MG%  | 3P%  | BD%  | LP/M | GP/M | L/M | B/M | P/M  |
| ------- | -------------------- | -- | -- | ---- | ---- | ---- | ---- | ---- | ---- | --- | --- | ---- |
| 2015    | New Orleans Pelicans | 4  | 4  | 43,0 | .540 | .000 | .889 | 11,0 | 2,0  | 1,3 | 3,0 | 31,5 |
| 2018    | New Orleans Pelicans | 9  | 9  | 39,8 | .520 | .273 | .828 | 13,4 | 1,7  | 2,0 | 2,4 | 30,1 |
| 2020†   | Los Angeles Lakers   | 21 | 21 | 36,6 | .571 | .383 | .832 | 9,7  | 3,5  | 1,2 | 1,4 | 27,7 |
| 2021    | Los Angeles Lakers   | 5  | 5  | 28,8 | .403 | .182 | .833 | 6,6  | 2,6  | 0,6 | 1,6 | 17,4 |
| 2023    | Los Angeles Lakers   | 16 | 16 | 38,0 | .520 | .333 | .852 | 14,1 | 2.6  | 1,4 | 3,1 | 22,6 |
| 2024    | Los Angeles Lakers   | 5  | 5  | 41,6 | .634 | .000 | .808 | 15,6 | 4,0  | 0,4 | 1,6 | 27,8 |
| Karrier | Karrier              | 60 | 60 | 37,6 | .542 | .313 | .840 | 11,8 | 2.8  | 1,3 | 2,2 | 26,1 |

## Magánélete
Ikertestvére Antoinette. Nővére Lesha, aki Daley College csapatában kosárlabdázott.